# Paulina de Saxe-Weimar-Eisenach
Paulina de Saxe-Weimar-Eisenach (25 de Julho de 1852 – 17 de Maio de 1904) foi a esposa de Carlos Augusto, Grão-Duque Hereditário de Saxe-Weimar-Eisenach.
Era filha do príncipe Hermano de Saxe-Weimar-Eisenach e da princesa Augusta de Württemberg.

## Grã-duquesa hereditária
A 26 de Agosto de 1873, Paulina casou-se em Friedrichshafen, Baden-Württemberg, com Carlos Augusto, Grão-Duque Hereditário de Saxe-Weimar-Eisenach. Os dois eram primos em segundo grau, uma vez que Paulina era neta paterna do príncipe Bernardo, irmão mais novo de Carlos Frederico, Grão-Duque de Saxe-Weimar-Eisenach, avô de Carlos Augusto.
Paulina e Carlos Augusto tiveram dois filhos:
1. Guilherme Ernesto, Grão-Duque de Saxe-Weimar-Eisenach (10 de Junho de 1876 – 24 de Abril de 1923), casado primeiro com a princesa Carolina Reuss de Greiz; sem descendência. Casado depois com a princesa Feodora de Saxe-Meiningen; com descendência.
2. Bernardo de Saxe-Weimar-Eisenach (18 de Abril de 1878 – 1 de Outubro de 1900), morreu aos vinte-e-dois anos de idade.

Carlos Augusto morreu a 22 de Novembro de 1894 com uma inflamação nos pulmões aos cinquenta anos de idade. Nunca sucedeu como grão-duque de Saxe-Weimar-Eisenach. Assim, Paulina foi sempre conhecida como grã-duquesa hereditária, ou após a morte do marido, grã-duquesa hereditária viúva. O seu filho mais velho, Guilherme Ernesto, sucedeu como grão-duque.

## Viuvez
Nos seus últimos anos de vida, Paulina passou longos períodos de tempo em Itália e visitava com frequência a corte italiana. Houve rumores de que contraiu um casamento morganatico com o seu criado de quarto. Este casamento nunca foi registado no Almanque de Gota, nem foi aprovado pelo filho dela, o grão-duque. Assim, o casamento nunca foi sancionado pelo governo de Saxe-Weimar. Paulina continuou a ser tratada como grã-duquesa apenas por cortesia, uma vez que era poupo popular junto da família e dos súbditos do seu filho.
Apesar de ter vivido grande parte da sua viuvez longe da corte de Saxe-Weimar, Paulina "contribuiu, mesmo ao longe, para criar dificuldades que tornaram a posição da sua nora, a actual grã-duquesa, tão difícil durante os primeiros meses de casamento". Era descrita como "extremamente gorda, e uma das princesas mais vulgares em termos de beleza da Alemanha, sendo que a sua familiaridade era mais de uma natureza desagradável e amarga do que simpática".
A 17 de Maio de 1904, Paulina morreu subitamente de doença cardíaca numa viagem de comboio entre Roma e Florença. O seu corpo foi levado para Florença.

## Títulos, formas de tratamento, honras e brasão de armas

### Títulos e formas de tratamento
- 25 de Julho de 1852 - 26 de Agosto de 1873: Sua Alteza, a princesa Paulina de Saxe-Weimar-Eisenach
- 26 de Agosto de 1873 – 22 de Novembro de 1894: Sua Alteza Real, a grã-duquesa hereditária de Saxe-Weimar-Eisenach
- 22 de Novembro de 1894 – 17 de Maio de 1904: Sua Alteza Real, a grã-duquesa hereditária vi̟uva de Saxe-Weimar-Eisenach

## Genealogia
| Paulina de Saxe-Weimar-Eisenach | Pai: Hermano de Saxe-Weimar-Eisenach | Avô paterno: Bernardo de Saxe-Weimar-Eisenach | Bisavô paterno: Carlos Augusto, Grão-Duque de Saxe-Weimar-Eisenach |
| Paulina de Saxe-Weimar-Eisenach | Pai: Hermano de Saxe-Weimar-Eisenach | Avô paterno: Bernardo de Saxe-Weimar-Eisenach | Bisavó paterna: Luísa de Hesse-Darmstadt                           |
| Paulina de Saxe-Weimar-Eisenach | Pai: Hermano de Saxe-Weimar-Eisenach | Avó paterna: Ida de Saxe-Meiningen            | Bisavô paterno: Jorge I, Duque de Saxe-Meiningen                   |
| Paulina de Saxe-Weimar-Eisenach | Pai: Hermano de Saxe-Weimar-Eisenach | Avó paterna: Ida de Saxe-Meiningen            | Bisavó paterna: Luísa Leonor de Hohenlohe-Langenburg               |
| Paulina de Saxe-Weimar-Eisenach | Mãe: Augusta de Württemberg          | Avô materno: Guilherme I de Württemberg       | Bisavô materno: Frederico I de Württemberg                         |
| Paulina de Saxe-Weimar-Eisenach | Mãe: Augusta de Württemberg          | Avô materno: Guilherme I de Württemberg       | Bisavó materna: Augusta de Brunsvique-Volfembutel                  |
| Paulina de Saxe-Weimar-Eisenach | Mãe: Augusta de Württemberg          | Avó materna: Paulina Teresa de Württemberg    | Bisavô materno: Luís, Duque de Württemberg                         |
| Paulina de Saxe-Weimar-Eisenach | Mãe: Augusta de Württemberg          | Avó materna: Paulina Teresa de Württemberg    | Bisavó materna: Henriqueta de Nassau-Weilburg (1780–1857)          |